# Damias cupreonitens
Damias cupreonitens är en fjärilsart som beskrevs av Rothschild 1912. Damias cupreonitens ingår i släktet Damias och familjen björnspinnare. Inga underarter finns listade i Catalogue of Life.